# Ijoidspråk
Ijoidspråk talas av folken ijaw (izon, ijo) och defaka (afakani) i  Nigerdeltat i Nigeria, vilka totalt utgör omkring 1,7 miljoner personer. Ijoidspråk utgör en separat gren av Niger-Kongospråken och utmärks av att deras grundläggande ordföljd är subjekt–objekt–verb, vilket är ett ovanligt drag bland Niger-Kongofamiljen som delas endast av så avlägsna grenar som mandespråken och dogonspråken. Det största ijoidspråket räknat i antal talare är izon, med 1 miljon talare. Det näst största är kalabari med 250 000 talare. Ijoidspråken delas vanligen upp i två grenar, ijospråk och defaka. Ijospråkgruppen består av de omkring nio ijospråken. Defaka, ett litet utrotningshotat språk i Bonnyområdet, bildar en egen gren. Den följande klassificeringen är baserad på Jenewari (1989) och Williamson & Blench (2000).
- Defaka
- Ijospråk
  - Östliga
    - Nkoroo
    - Ibani-Okrika-Kalabarispråk
      - Ibani (Bonny)
      - Kalabari
      - Kirike (Okrika)

  - Västliga
    - Izon (inkluderar dialekterna gbanran, ekpetiama och kolokuma)
    - Inlandsijospråk
      - Biseni
      - Akita (okordia)
      - Oruma